# HaChasit haDatit haMe’uchedet
HaChasit haDatit haMeʾuchedet (hebräisch הַחֲזִית הַדָּתִית המְאוּחֶדֶת ‚Vereinigte Religiöse Front‘) war ein Wahlbündnis religiöser Parteien in Israel, um bei den Wahlen 1949 anzutreten.

## Geschichte
Zu dem Wahlbündnis vereinigten sich die vier größten der religiösen Parteien (HaMisrachi, HaPoʿel haMisrachi, Agudat Jisra’el und Poalei Agudat Jisra’el) sowie die Vereinigung der religiös Unabhängigen.
An der ersten Wahl nach der Unabhängigkeitserklärung am 25. Januar 1949 nahm die Vereinigte Religiöse Front erfolgreich teil. Das Wahlbündnis erlangte bei der Wahl 16 Sitze in der ersten Knesset und wurde somit die drittgrößte Fraktion in der Knesset nach Mifleget Poʿalei Eretz Jisraʾel (Mapai) und Mapam.
Nach einem vor der Wahl zwischen den Parteien ausgehandelten Schlüssel erhielt die HaPoʿel haMisrachi sieben, HaMisrachi vier, Poʿalei Agudat Jisraʾel drei und Agudat Jisraʾel zwei Sitze in der Knesseth.
Die Vereinigte Religiöse Front bildete gemeinsam mit Mapai, Miflaga Progresivit (Progressive Partei) und Sfaradim weʿEdot Misrach (Sepharden und Gemeinschaften des Orients) die Erste Koalitionsregierung des neuen Staates, mit David Ben-Gurion als Ministerpräsidenten.
Aufgrund von unterschiedlichen Ansichten über den Religionsunterricht und die Auflösung des Ministeriums für Rationierung und Versorgung sowie die beabsichtigte Berufung eines Unternehmers (Eliʿeser Kaplan) als Minister für Handel und Industrie verließ die Vereinigte Religiöse Front die Regierungskoalition am 15. Oktober 1950.
Nachdem die unterschiedlichen Ansichten geklärt waren, wurde am 1. November 1950, unter Beteiligung der Vereinigten Religiösen Front, die zweite Regierung unter Leitung von David Ben-Gurion gebildet. In den beiden Koalitionsregierungen übernahm Chaim-Mosche Schapira das Gesundheitsministerium, Ministerium für Einwanderung und das Innenministerium, Jehuda Leib Maimon das Ministerium für Religion und Veteranen und Jitzchaq-Meʾir Levin das Ministerium für Wohlfahrt.
Vor den Wahlen 1951 zerbrach das Wahlbündnis, und die Allianzparteien traten jeweils ohne Partner an.

## Abgeordnete in der Knesset
| Wahlperiode | Abgeordnete | Abgeordnete | Abgeordnete                                                                               |
| Wahlperiode | Anzahl      | Namen | Anmerkungen                                                                               |
| ----------- | ----------- | --- | ----------------------------------------------------------------------------------------- |
| Erste       | 16          | - Agudat Jisraʾel: Meʾir-David Levinstein, Jitzchaq-Meʾir Levin - HaPoʿel haMisrachi: Mosche Unna, Josef Burg, Eliyahu-Mosche Ganchovsky, Aharon-Jaʿaqov Greenberg, Serach Wahrhaftig, Mosche Kelmer, Chaim-Mosche Schapira - HaMisrachi: Jehuda Leib Maimon, Mordechai Nurock, David-Zvi Pinkas, Abraham-Chaim Schag - Poʿalei Agudat Jisraʾel: Kalman Kahana, Benjamin Mintz, Abraham Jehuda Goldrat | Mosche Kelmer wurde am 11. März 1949 durch Eliyahu Mazur von der Agudat Jisraʾel ersetzt. |